# Ляйбштадт
Ляйбштадт (нім. Leibstadt) — громада  в Швейцарії в кантоні Ааргау, округ Цурцах.

## Географія
Громада розташована на відстані близько 90 км на північний схід від Берна, 24 км на північний схід від Аарау.
Ляйбштадт має площу 6,4 км², з яких на 18,5% дозволяється будівництво (житлове та будівництво доріг), 43,7% використовуються в сільськогосподарських цілях, 34,3% зайнято лісами, 3,4% не є продуктивними (річки, льодовики або гори).

Вид з висоти пташиного польоту (1949)

Зі забудованої території, станом на  2009, промислові будівлі складають 2,3 % від загальної площі, житло та будівлі складають 5,2 %, а транспортна інфраструктура становить 5,6 %. Енергетична та водна інфраструктура, а також інші спеціально розроблені території становлять 5,2 % території. Із лісистих земель 32,4 % загальної площі суші вкрито густим лісом, а 1,7 % вкрито фруктовими садами або невеликими скупченнями дерев. З сільськогосподарських угідь 29,7 % використовується для вирощування зернових культур і 11,6 % — пасовища, а 2,3 % використовується під сади або виноградні культури. Вся вода в муніципалітеті є проточною.

## Герб
Герб громади — коса балка на червоному тлі: зверху біла, знизу чорна..

## Історія
Ляйбштадт вперше згадується приблизно в 1240 році як Leibesteit. У 13-14 століттях ним правили Габсбурги. У 1323 році в Ляйбштадті згадуються два млини. Після завоювання Ааргау в 1415 році двома частинами села (Оберляйбштадт і Унтерляйбштадт, розділені струмком) окремо управляли різні сюзерени. Перший був частиною австрійського округу Лауфенбург, тоді як другий був частиною Швейцарської Конфедерації округу Лойгерн у графстві Баден. Як прикордонне село, Ляйбштадт був у небезпеці кожного разу, коли Габсбурги та Конфедерація воювали. Хроніка записує, що 1 березня 1499 року чоловіки з Гансінгена та Меттау напали та спалили більшість сіл у цьому районі, включаючи Ляйбштадт. Між 1635 і 1798 роками села Ляйбштадт і Швадерлох утворювали район Рольше Бернау. До 1816 року Оберляйбштадт належав муніципалітету Лойгерн, а потім утворив власний політичний муніципалітет (до 1832 року він включав Фулль-Роєнталь) у межах округу Цурцах. Унтерляйбштадт був незалежним політичним муніципалітетом у районі Лауфенбург. У 1866 році два муніципалітети об'єдналися, утворивши Ляйбштадт і стали частиною округу Цурцах. Перша школа була заснована в 1756 році лицарським орденом з Лойгерна.

## Демографія
2019 року в громаді мешкало 1384 особи (+5,9% порівняно з 2010 роком), іноземців було 35,2%. Густота населення становила 217 осіб/км².
За віковим діапазоном населення розподілялося таким чином: 18,8% — особи молодші 20 років, 62,7% — особи у віці 20—64 років, 18,5% — особи у віці 65 років та старші. Було 595 помешкань (у середньому 2,3 особи в помешканні).
Із загальної кількості 1106 працюючих 61 був зайнятий в первинному секторі, 692 — в обробній промисловості, 353 — в галузі послуг.

Більшість населення (станом на  2000) розмовляє німецькою (84,7 %), албанська — друга за поширеністю (8,8 %), а італійська — третьою (1,9 %).

## Пам'ятки

Ляйбштадтська атомна електростанція

Відомий Ляйбштадтською атомною електростанцією. У 2003 році активіст Грінпіс зміг піднятися на вершину купола реактора, перш ніж його помітили.

## Освіта
У Ляйбштадті близько 65,2 % населення (віком від 25 до 64 років) отримали або необов'язкову повну середню освіту, або додаткову вищу освіту (або університет, або Fachhochschule). Населення шкільного віку (у 2008/2009 навчальному році), початкову школу відвідує 96 учнів, середню школу відвідує 115 учнів.

## Злочинність
У 2014 році рівень злочинності з понад 200 злочинів, перерахованих у Кримінальному кодексі Швейцарії (від вбивства, пограбування та нападу до отримання хабара та фальсифікації виборів), у Ляйбштадті становив 24,1 на тисячу жителів. Цей показник становить лише 47,7 % від кантонального показника та 37,3 % від середнього показника по країні. За цей же період показник наркозлочинності становив 3,1 на тисячу жителів, що становить лише 31,3 % загальнодержавного показника. Рівень порушень законодавства про імміграцію, візи та дозволи на роботу склав 4,7 на тисячу жителів, що є аналогічним національному показнику в 5,2 на тисячу.